# Relaciones Comoras-Estados Unidos
Las relaciones Comoras-Estados Unidos son las relaciones diplomáticas entre Estados Unidos y Comoras. Las relaciones son amistosas Los Estados Unidos reconocieron al gobierno comorano en 1977.

## Política
Ambas naciones son miembros de Naciones Unidas (ONU), Fondo Monetario Internacional (FMI) y Banco Mundial (BM). Comoras es un observador en la Organización Mundial del Comercio, de la cual Estados Unidos es miembro.

## Comercio
Si bien el 19% de las exportaciones de Comoras a Estados Unidos, solo el 1% de sus importaciones son de Estados Unidos. Los Estados Unidos han firmado un acuerdo comercial con el Mercado Común para África Oriental y Meridional (COMESA), del cual Comoras es miembro. Las Comoras también son elegibles para los beneficios comerciales preferenciales con los Estados Unidos bajo la Ley de Crecimiento y Oportunidad de África.

## Embajadas
Los Estados Unidos no tienen una embajada en Comoras, pero el embajador de los Estados Unidos en Madagascar también está acreditado como Embajador de los Estados Unidos en las Comoras. Del mismo modo, Comoras no tiene una embajada en Washington D. C., pero su representante permanente ante las Naciones Unidas está acreditado como el embajador de las Comoras en los Estados Unidos.